# 横浜市立市場中学校
横浜市立市場中学校（よこはましりつ いちばちゅうがっこう）は、神奈川県横浜市鶴見区市場下町に所在する公立中学校。

## 沿革
出典
- 1947年（昭和22年）4月30日 - 創立
- 1948年（昭和23年）
  - 2月11日 - PTA総会実施
  - 3月31日 - 校舎敷地を買収契約
- 1949年（昭和24年）7月9日 - 校舎落成式
- 1957年（昭和32年）2月13日 - 校歌制定
- 1962年（昭和37年）3月22日 - 矢向分校竣工（鉄筋3階建て）[2]
- 1963年（昭和38年）5月1日 - 矢向分校が横浜市立矢向小学校西町分校校舎（木造2階建て）を使用し横浜市立矢向中学校として分離開校[2]
- 1967年（昭和42年）8月1日 - プール落成式
- 1976年（昭和51年）4月30日 - 新校舎完成
- 1999年（平成11年）3月15日 - 室内運動場落成

## 教育目標
寛容で、たくましく、自ら未来を切り拓く人を育てます。

### 学校スローガン
愛（I）から始まる市場中～人を愛し、自分を愛し、地域を愛す～

### 合言葉
- 挨拶、返事は心を込めて元気よく
- 一生懸命はかっこいい

## 校歌
- 1957年（昭和32年）2月13日制定

創立10周年記念として歌詞は学区内居住者から公募したが審査の結果、当選作はなく、新たに校歌作成委貝会を組織して完成させた。なお、歌詞は副校長であった金子保雄の原案を修正したものである。作曲は山田耕筰によるものである。

## 部活動
2020年5月現在

### 運動系部活動
- 野球部
- サッカー部
- 陸上部
- 男子ソフトテニス部
- 女子ソフトテニス部
- バレーボール部
- 男子バスケット部
- 女子バスケット部
- バドミントン部
- 卓球部
- 水泳部
- 柔道部
- 剣道部

### 文化系部活動
- 吹奏楽部
- 演劇部
- 美術部
- 和道部
- 囲碁・将棋部
- 科学部

## 通学区域と進学前小学校
出典
通学区域
- 横浜市鶴見区
  - 市場上町
  - 市場下町の一部
  - 市場西中町
  - 市場東中町
  - 市場富士見町
  - 市場大和町
  - 栄町通3丁目 - 4丁目
  - 尻手一丁目 - 二丁目
  - 菅沢町
  - 平安町
  - 元宮一丁目 - 二丁目

進学前小学校
- 横浜市立市場小学校
- 横浜市立平安小学校